# Tiberius: denna världens herre
Tiberius: denna världens herre är en historisk roman om kejsar Tiberius av Annie Åkerhielm, publicerad 1929.
I denna bok tar hon fasta på den Tacituskritiska och för Tiberius rehabiliterande forskning som bedrivits sedan senare delen av artonhundratalet och framåt. Romanen börjar med Tiberius påtvingande skilsmässa från hustrun Vipsania och slutar med hans naturliga död på Capri.
Kejsaren beskrivs, vilket är mycket ovanligt för Tiberiusskildringar, som en ädel person. Ännu mer ovanligt är att pretorianprefekten Sejanus här målas i jämförelsevis positiva färger. Som kuriosa kan också nämnas ett möte med Pontius Pilatus. Detta är helt uppdiktat vilket Åkerhielm också påpekar i sitt förord.
Tiberius denna världens herre bör ses som en genomarbetad historieskildring som visserligen uttrycker författarens personliga mening, men en mening som är fast rotad i källor och historisk forskning. I likhet med hennes övriga författarskap är den dock idag i det närmaste helt bortglömd.